# Origin (serie televisiva)
Origin è una serie televisiva fantascientifica statunitense ideata, scritta e prodotta esecutivamente da Mika Watkins, insieme ad Andy Harries, Rob Bullock, Suzanne Mackie, Josh Appelbaum, André Nemec, Jeff Pinkner, Scott Rosenberg e Paul W. S. Anderson (che ha diretto i primi 2 episodi).
La prima stagione, composta da 10 episodi, è stata interamente distribuita su YouTube Premium il 14 novembre 2018, in tutti i paesi in cui è disponibile; in Italia è stata pubblicata in lingua originale sottotitolata.

## Trama
La serie segue un piccolo gruppo di personaggi, perfetti estranei in animazione sospesa, che inaspettatamente si risvegliano su un misterioso veicolo spaziale, l'imponente astronave Origin, diretta verso Thea,  un lontano pianeta che la compagnia Siren ha pubblicizzato come il luogo ideale su cui iniziare una nuova vita, facendo tabula rasa della vecchia. I passeggeri sono stati abbandonati a causa di un'oscura minaccia e nonostante tutto devono collaborare insieme per sopravvivere, ma si rendono subito conto che non sarà facile, a causa delle loro scarse competenze tecniche relative alla nave e ai numerosi pericoli e sospetti che metteranno l'uno contro l'altro. In ogni puntata si scopre il vissuto di ogni personaggio grazie a numerosi flashback che chiariscono meglio le caratteristiche dei naufraghi spaziali in relazione alla terrificante situazione che vivono a bordo della Origin.

## Episodi
| Stagione       | Episodi | Pubblicazione USA | Pubblicazione Italia |
| -------------- | ------- | ----------------- | -------------------- |
| Prima stagione | 10      | 2018              | 2018                 |

## Personaggi e interpreti

### Principale
- Lana Pierce, interpretata da Natalia Tena
- Logan Maine, interpretato da Tom Felton[2]
- Shun Kenzaki, interpretato da Sen Mitsuji
- Evelyn Rey, interpretata da Nora Arnezeder
- Dr. Henri Gasana, interpretato da Fraser James
- Baum Arndt, interpretato da Philipp Christopher
- Abigail Garcia, interpretata da Madalyn Horcher
- Katie Devlin, interpretata da Siobhán Cullen

### Ricorrenti
- Agnes "Lee" Lebachi, interpretata da Adelayo Adedayo
- Max Taylor, interpretato da Wil Coban
- Eric Carlson, interpretato da Jóhannes Haukur Jóhannesson
- Venisha Gupta, interpretata da Nina Wadia
- Anthony Frost, interpretato da Maurice Carpede
- Alan Young, interpretato da Clayton Evertson
- Murakawa, interpretato da David Sakurai
- Hideto Yagami, interpretato da Hiromoto Ida
- Jonas Arends, interpretato da Aidan Whytock
- Ruby Touré, interpretata da Millie Davis
- Omar Touré, interpretato da Ray Fearon
- Mike Gore, interpretato da Nic Rasenti

### Guest

#### Episodio 1
- Xavia Grey, interpretata da Tara Fitzgerald

#### Episodio 3
- Jennifer Moore, interpretata da Anna Skellern
- Captain Sanchez, interpretata da Belén Fabra
- Crosby, interpretato da Jamie Quinn

#### Episodio 4
- Laura Kassman, interpretata da Nathalie Boltt

#### Episodio 6
- Margo Von Platen, interpretato da Aglaia Szyszkowitz
- Guardia, interpretato da Francis Chouler

#### Episodio 7
- Eiichi Yagami, interpretato da Togo Igawa

#### Episodio 8
- Mia Anderson, interpretata da Fionnula Flanagan

## Produzione

### Sviluppo
Il 26 ottobre 2017, venne annunciato che YouTube aveva dato alla produzione un ordine di serie per una prima stagione composta da 10 episodi e previsti per il 2018.
Il 24 gennaio 2018, venne annunciato che la serie sarebbe stata pubblicata verso la fine del 2018. Il 26 aprile 2018, fu annunciato che Paul W. S. Anderson avrebbe diretto i primi 2 episodi della serie. Il 27 agosto 2018, venne annunciato sull'account Twitter della serie, che sarebbe stata distribuita il 14 novembre 2018.

### Casting
Il 26 aprile 2018, venne annunciato che Natalia Tena, Tom Felton, Sen Mitsuji, Nora Arnezeder, Fraser James, Philipp Christopher, Madalyn Horcher e Siobhán Cullen avrebbero recitato nella serie nel cast principale, mentre Adelayo Adedayo, Nina Wadia, Johannes Johannesson, Wil Coban e Tara Fitzgerald in quello ricorrente.

### Riprese
Le riprese della serie sono iniziate nel 2018 in Sudafrica.

## Promozione
Il 19 luglio 2018, venne pubblicato il primo teaser trailer, mentre il 4 ottobre è stato pubblicato il trailer completo.

## Accoglienza
La serie è stata accolta positivamente dalla critica. Sull'aggregatore di recensioni Rotten Tomatoes ha un indice di gradimento del 73% con un voto medio di 6,65 su 10, basato su 11 recensioni. Il commento consensuale del sito recita: "Il dramma spaziale sovraffollato di Origin imita molti classici del genere con vari gradi di successo; Per fortuna, il suo cast stellare e le premesse sulla ritenuta sono abbastanza intriganti da incoraggiare l'esplorazione dei suoi misteriosi - se familiari - corridoi".